# Болюх Роман Іванович
Рома́н Іва́нович Болю́х (нар. 9 березня 1930, с. Мотрунки — пом. 26 лютого 2014, с. Чорногузи) — український поет-гуморист. Член НСПУ (з 1993 р.). Лауреат літературних премій імені М. Годованця, імені В. Булаєнка, імені Дмитра Загула.

## Життєпис
Закінчив філологічний факультет Львівського державного університету ім. І. Франка (1959 р.). Учасник війни. Нагороджений медалями.
Довгий час жив і працював у с. Зеленче. Саме на цей період його творчості припадає друк перших авторських збірок.
Багато друкувався у часописах «Перець», «Україна», «Сільські вісті», «Молодь України», «Прапор» та інших. Проживав на Буковині.

## Доробок
Збірки:
- «Персональні ляпаси» (1990 р.)
- «Сміх без утіх» (1991 р.)
- «Одсвіти»
- «Несучий півень»
- «Буковий ряст» (1996 р.)
- «Жертовний вогонь»
- «Вибране» (2000 р.)